# Furt
«Furt» (рус. Фурт) — восьмой эпизод второго сезона американского музыкального телесериала «Хор», показанный телеканалом Fox 23 ноября 2010 года. В качестве приглашённой звезды в эпизоде появляется Кэрол Бёрнетт, которая сыграла охотницу за нацистами и мать Сью Сильвестр, спустя много лет вернувшуюся к дочери, чтобы посетить её свадьбу с самой собой. Между тем основным сюжетом серии является бракосочетание Барта Хаммела и Кэрол Хадсон, отца Курта и матери Финна соответственно, а название эпизода является контаминацией имён Курта и Финна. В эпизоде также показана развязка сюжетной арки с участием Курта и Карофски, который угрожал убить его; в финале эпизода Курт покидает школу МакКинли и становится студентом мужской академии Далтон.
В серии прозвучали кавер-версии четырёх песен, три из которых были исполнены на свадьбе Барта и Кэрол, а две, «Marry You» и «Just the Way You Are» Бруно Марс, занимали места в чарте Billboard Hot 100 и Canadian Hot 100. Все песни, исключая «Ohio», также вошли в альбом Glee: The Music, Volume 4 и были доступны в качестве цифровых синглов.

## Сюжет
Барт Хаммел (Марк О’Мэлли) и Кэрол Хадсон (Роми Роусмонт) сообщают своим сыновьям, Курту (Крис Колфер) и Финну (Кори Монтейт), что они помолвлены. Курт берётся за организацию свадьбы и предлагает хору выступить на церемонии. Сью Сильвестр (Джейн Линч) объявляет о своём намерении выйти замуж за саму себя, а член хора Сэм Эванс (Корд Оверстрит) делает предложение Куинн Фабре (Дианна Агрон), говоря, что хотел бы жениться на ней в будущем, и даря кольцо.
Курт страдает от нападок Дэйва Карофски (Макс Адлер), который грозится убить его, если он расскажет об их поцелуе. Сью Сильвестр (Джейн Линч), будучи директором школы, находится в курсе конфронтации Курта и Карофски, однако говорит ему, что ничего не может сделать только с его слов. Члены хора во главе с Рейчел (Лиа Мишель) встают на защиту Курта и решают найти способ обезопасить его от Карофски. Она обращается к членам футбольной команды, Финну, Сэму и Арти (Кевин Макхейл), однако Финн отказывается применять физическую силу к Карофски, боясь лишиться места в команде. В раздевалке за Курта вступаются Арти и Майк (Гарри Шам-младший) и требуют, чтобы тот оставил Курта в покое. Когда Карофски намеревается ответить, Сэм, стоящий в стороне, развязывает драку. Это впечатляет Куинн, и она решает принять кольцо Сэма. Позже Карофски видит, как Курт и Финн вместе с Бартом репетируют свадебный танец, и насмехается над ними. Барт возмущён этим, а когда Курт признаётся, что Карофски угрожает ему, он впадает в ярость. Он требует от Сью исключить Карофски из школы и после встречи с его отцом принимает решение об отчислении.
В день свадьбы Сантана (Ная Ривера), которая намеревается получить ещё один шанс с Финном, предлагает ему рассказать всем о том, что у них был секс. Финн отказывается, объясняя это тем, что он любит Рейчел, которая недавно призналась ему в том, что у них с Джесси Сент-Джеймсом ничего не было, и расскажи он ей о Сантане теперь — отношениям придёт конец.
Свадьба открывается композицией «Marry You» в исполнении хора, после чего Барт и Кэрол становятся мужем и женой. Во время вечеринки Финн произносит речь, в которой извиняется перед Куртом, что поставил свою футбольную карьеру выше его безопасности. Он обещает защищать его в будущем, принимает в качестве сводного брата и называет их союз «Фурт». Финн и другие хористы поют «Just the Way You Are» для Курта, а сводные братья танцуют вместе танец. После свадьбы родители парней узнают, что педагогический совет отменил решение Сью за недостатком улик: Карофски возвращается в школу. В знак протеста Сью уходит с поста директора, а Барт и Кэрол решают на накопленные сбережения перевести Курта в мужскую частную школу Далтон, которую посещает возлюбленный Курта, Блейн (Даррен Крисс), и где действует политика нетерпимости к любого рода ущемлениям прав.
Вслед за свадьбой Хаммел—Хадсон Сью проводит обещанное бракосочетание с самой собой. К её удивлению, в город приезжает её мать, Дорис (Кэрол Бернетт) — отставная охотница за нацистами, которая бросила Сью и её сестру Джин (Робин Троки) много лет назад. Дорис пытается загладить свою вину, однако Сью выгоняет её с церемонии, оставаясь наедине со своей сестрой.

## Реакция
Серия получила в целом положительные отзывы критиков, хотя присутствовали и некоторые негативные точки зрения. Меган Браун из издания The Atlantic в своей рецензии написала, что эпизод «поработал отлично». Тодд ВанДерВерфф из The A.V. Club назвал его «по большей части потрясающим телеэпизодом» и поставил оценку В+. Лиза Респерс Франс из CNN отметила сюжетный ход с «музыкальной свадьбой», а Эрика Футтерман из Rolling Stone назвала Курта и Сью «лучшими персонажами сериала», и то, что сюжет был сосредоточен на них — положительной деталью. Роберт Каннинг из IGN проявил меньше энтузиазма; по его словам, в серии получилось нагромождение сюжетных линий, однако всё равно поставил 7 баллов из 10. Рецензенты BuddyTV высказали различные мнения: Джен Харпер остался доволен, а Джон Кубичек отметил, что «терпеть не мог весь эпизод».
Музыкальная подборка также оказалась удачной. Многие критики положительно оценили выбранные создателями песни, однако отмечали некую задержку, так как первая композиция была исполнена только про прошествии 23 минут с начала серии, что в целом необычно для «Хора», а также общее количество музыкальных номеров — четыре, в то время как стандартное — в полтора-два раза больше.